# Sélection thermodépendante
Pour des articles plus généraux, voir Sélection (biologie) et Sélection naturelle.
La sélection thermodépendante, ou sélection dépendante de la température, est un mécanisme de sélection naturelle où la pression de sélection est une pression extérieure à l’espèce : la température, aboutissant à la sélection d’individus adaptés aux nouvelles conditions environnementales. En effet, la température étant l’un des facteurs abiotiques déterminant la niche des individus selon Hutchinson, elle joue un rôle sur la fitness des individus, et donc sur leur sélection. De plus, dans le contexte de changement climatique global, il est important de comprendre les mécanismes évolutifs de sélection dépendante de la température, pour tenter de prédire la réponse des populations face à ce changement rapide.

## Mécanismes
La sélection thermodépendante implique de nombreux mécanismes dont certains sont présentés ici. Mais il existe de nombreux autres traits sur lesquels cette sélection peut agir comme par exemple lors de la détermination du sexe chez certaines espèces endothermes. 
Il existe quatre types de métabolismes de régulation de la température corporelle, non exclusifs : endotherme, ectotherme, poïkilotherme, homéotherme

### Mécanismes agissant sur la taille corporelle

#### Influence de la température sur les performances métaboliques
Le métabolisme nécessaire à la croissance des individus est directement relié à la température, qui influe sur la diffusion d’oxygène et sur l’activité enzymatique (toujours très dépendante d’une température spécifique). Lors d’une élévation de température, la diffusion d’oxygène se fait moins bien, ayant un impact négatif sur le fonctionnement métabolique et donc sur la croissance. La température agit directement sur la taille des individus. 

#### Règle de Bergmann et Règle d’Allen
Chez les organismes endothermes, la règle de Bergmann stipule que lorsque la température externe est basse (régions froides), les individus ont un ratio surface sur volume plus petit que chez les mêmes individus vivant dans des régions chaudes, donc souvent une plus grande taille. Cette règle suppose un mécanisme de sélection thermodépendante ayant mené systématiquement à ces adaptations de diminution de ce ratio, afin de limiter les échanges avec le milieu extérieur. 
La règle d’Allen indique que chez les individus homéothermes, pour un même volume, la surface des appendices va être plus importante pour les individus vivant dans les régions chaudes, afin de le faciliter les pertes de chaleur. 
Ces règles sont importantes car elles sont établies à la suite de mécanismes de sélection thermodépendante, qui aboutissent toujours à la même adaptation lors d’une augmentation de température, qui est une augmentation de ce ratio surface sur volume, i.e. une diminution de la taille des individus  

#### Influence sur la structure des populations
La pression de sélection de température agit donc d’une part directement sur la taille des individus, mais elle agit aussi indirectement, via la compétition intra-spécifique ou inter-spécifique : 
Elle agit via la compétition inter-spécifique, comme dans le cas d’interactions proies-prédateurs : avec une pression de sélection plus forte de la température, les taux métaboliques des prédateurs sont augmentés (renforçant leur agressivité par exemple ou accélérant leur digestion). Les prédateurs s’attaquent donc à des individus plus petits, peu importe leur préférence de base sur la taille des proies. Cette pression de la prédation, qui découle d’une pression de la température, va entraîner une maturité plus tôt et à une plus petite taille chez les proies. Ce mécanisme modifie donc l’interaction proie-prédateur, et à une plus grande échelle, la chaîne trophique.  	  
Elle agit via la compétition intra-spécifique, pour l’accès aux ressources : 
- Dans une population taille-structurée hiérarchisée, il y a conflit entre les individus pour accéder aux ressources (pour la survie) et aux femelles (pour la reproduction). Il y a alors certains individus dits « dominants »  qui menacent par agression les autres individus de même taille qu’eux, et des individus dits « subordonnés », qui eux limitent leur croissance pour être plus petits que les dominants, et éviter l’agression tout en maintenant une certaine fitness dans la population.Ce mécanisme d’agression / limitation de taille permet la bonne résolution des conflits, et donc une population avec un fonctionnement plutôt stable. La sélection thermodépendante agit ici via la compétition pour l’accès aux ressources à travers le maintien du rang hiérarchique : elle entraîne une diminution accrue de la taille des individus subordonnés dans la population, pour leur éviter au maximum de subir les blessures dues à une agression d’un dominant dont la taille a aussi diminuée  (qui aurait jugé qu’il était trop « grand » et donc trop compétiteur face à lui) en cas de stress thermique élevé où il est déjà plus difficile pour eux de réguler leur métabolisme. Mais en revanche, il n’y a pas ici d’adaptation vraiment au niveau évolutif : au fil des générations, les individus s’acclimatent à des températures plus élevées, et reviennent à des taux de croissance normaux pour leur rang hiérarchique.
- Dans une population taille structurée non hiérarchisée, l’augmentation de la température conduisant à une maturation précoce et donc à des générations plus courtes, va entraîner une déstabilisation de la dynamique de la population. En effet, les nouveau-nés vont épuiser les ressources à des niveaux où les adultes ne pourront plus subvenir à leurs besoins et mourront de faim[3],[5].

### Mécanismes agissant sur la couleur des individus

#### Rôle-clé de lamélanine[6]
Les changements environnementaux étant rapides, les individus qui réussiront à persister seront ceux qui évolueront rapidement vers de nouveaux phénotypes qui sont adaptés aux nouvelles conditions environnementales, notamment aux nouvelles températures de leur milieu. Ces adaptations se produiront plus chez les individus qui ont déjà une forte variation génétique dans l’expression des gènes impliqués dans la production de mélanine, qui est une molécule intervenant dans le camouflage, la protection contre les UV, la résistante aux pathogènes et aide à la thermorégulation. Les gènes de la mélanine sont très conservés au cours de l’évolution, se retrouvant chez énormément d’espèces très différentes phylogénétiquement. De plus, ces gènes sont sûrement pléiotropiques et peuvent donc réguler à la fois la physiologie et le comportement. 
Les espèces avec un polymorphisme basal dans l’expression de la mélanine (donc un polymorphisme coloré) sont aptes à s’adapter à la suite d'une pression de sélection de température du milieu, en sélectionnant la couleur leur permettant d’avoir la meilleure fitness (valeur sélective) dans leur nouvel environnement (augmentation de la survie en facilitant la thermorégulation et l’accès aux ressources et/ou augmentation de la reproduction à travers la sélection sexuelle).

#### Qui va être sélectionné et comment?
- La pression de sélection peut agir via la compétition pour l’accès aux ressources lors de l’arrivée de nouveaux individus dans la population : les individus les plus foncés (exprimant le plus la mélanine) sont plus agressifs que les individus pâles face aux espèces invasives. On suppose que les individus noirs seront donc favorisés par la sélection[6].
- Les gènes impliqués dans la production de pigments mélaniques confèrent une résistance à de nombreux autres facteurs de stress (incluant ceux associés aux changements climatiques), les individus les plus foncés ont donc plus de chance d’être sélectionnés[6].
- La pression de sélection agit via la résistance aux pathogènes : les changements climatiques sont associés à une augmentation des pathogènes et donc à des changements dans les interactions hôtes-parasites. La phénoloxydase, dont l’expression est liée à celle de la mélanine augmente l’immunocompétence des individus, permettant une meilleure résistance aux pathogènes. Les individus les plus foncés ont donc un avantage sélectif[6].
- La pression de sélection de température agit donc sur la survie et/ou la reproduction des individus, donc sur leur fitness, via différents mécanismes. Globalement, on peut supposer que les individus les plus foncés ont un avantage sélectif sur les individus pâles, ce qui risque de modifier la composition des populations. Ces mécanismes peuvent mener à des populations avec un monomorphisme de couleur, à la suite de la sélection de la forme la plus adaptée. Il faut cependant rester vigilant lors de l’observation de la composition d’une population, qui n’est pas uniquement régie par la sélection thermodépendante, mais qui est aussi dépendante de la dispersion depuis des populations sources[7].

### Mécanismes agissant sur la locomotion
La locomotion est un trait essentiel dans la capacité des individus à se nourrir et à se reproduire, et donc dans le maintien de leur fitness. 
Des études réalisées sur des lézards et des drosophiles montrent une relation étroite entre la température et la locomotion chez les ectothermes, ce qui laisse supposer une influence forte de la pression de sélection de température chez ces individus. 
Bennett a voulu savoir si la température optimale (To) pour une performance correspond à la moyenne des températures du corps (Tb) pendant l’activité. Il a quantifié la sensibilité thermale du sprint et l’endurance sur un tapis roulant de plusieurs espèces de lézards. Une correspondance qualitative entre Tb et To de la performance locomotrice suggère que la physiologie thermale a évolué en réponse a la température environnementale, et donc que la température est une pression de sélection importante sur la locomotion. 
Gilbert et al. ont fait une comparaison de la sensibilité thermale de la vitesse de marche chez des Drosophilia melanogaster de France et du Congo. La température lors du développement larvaire semble être le facteur déterminant dans la différence de vitesse de marche dans ces deux populations : Les deux populations atteignent leur vitesse optimale de marche à une température donnée tant que les larves se développent à la température de leur milieu naturel. Les Drosophiles de France se développant à 25-29 °C (température optimale des Drosophiles du Congo) marcheront moins vite que si elles s'étaient développées à 18 °C. Et inversement pour les Drosophiles du Congo élevées à 18 °C. Ce résultat indique que la pression de sélection qu’est la température agit directement sur la performance locomotrice, et montre deux populations adaptées à leur environnement, qui ont divergé. 

## Variation dans la sensibilité à la pression de sélection
Tous les individus répondent différemment à des changements de température, en fonction de la stabilité de leur environnement et de leur degré d’adaptation. 

### Les milieux extrêmes
La capacité de vivre dans des milieux aux conditions extrêmes (température, humidité, pluviométrie, altitude, etc.), en apparence non propices au développement de la vie, provient d’adaptations nombreuses et particulières au cours de l’évolution. 
Les métabolismes photosynthétiques CAM et C4 des Angiospermes sont par exemple des convergences évolutives entre différentes espèces de manière indépendante pour répondre à des mêmes contraintes environnementales. Les pressions de sélection exercées par le milieu à ce moment de l’évolution ont entraîné une adaptation importante. Il n’y a pas de précisions quant à un mécanisme de sélection purement thermodépendante, mais la température étant un facteur abiotique contraignant dans ces milieux, elle est importante à prendre en compte dans des réflexions sur les mécanismes évolutifs. 

### Cas particulier: les Notothénioïdes[9],[10]
Les Notothénioïdes sont des Téléostéens qui vivent dans les milieux extrêmes froids, principalement dans l'océan austral. Il y a 40 millions d’années quand les Téléostéens dans l’océan austral ont dû survivre à une chute brutale des températures, seules 5 espèces produisant certaines protéines, appartenant au clade des Notothénioïdes, ont été sélectionnées. Ces espèces présentent donc des caractères adaptatifs variés et très spécifiques : elles fabriquent des protéines anti-gel performantes, et ont de plus perdu les protéines HSPs (article) qui permettent de protéger l’individu face à un stress thermal, en raison de la stabilité de leur environnement, où elles n’en ont plus « besoin ».
Les protéines anti-gel empêchent la croissance des cristaux de glace dès qu'ils commencent à apparaître dans l’individu, en « germant » autour. Elles permettent alors au poisson de ne pas geler, malgré le point de congélation de l’eau de -1,86 °C dans l’océan austral car l’eau est plus salée. 
De plus, l’absence d’hémoglobine et de myoglobine chez certains de ces Notothénioïdes est un cas unique, et l’utilisation d’oxygène est peut-être compensée par une concentration maximale de mitochondries.
Leur gamme de tolérance (entre -2 et 6 °C) à un changement de température est très faible, et leurs adaptations extrêmes peuvent être des handicaps face à une possible augmentation des températures. 

### Perspectives
Certaines espèces vivent dans des zones géographiques soumises à des conditions environnementales stables depuis des millénaires voire des millions d’années. L’évolution a donc permis la sélection d’individus parfaitement adaptés à leur milieu les rendant très sensibles à des perturbations de température. Le changement climatique va directement avoir une influence sur la survie de ces espèces adaptées à des gammes de température souvent étroites et qui présentent peu de variabilité génétique. Les espèces présentant une grande diversité génétique vont être plus aptes à s’adapter à la suite du changement climatique car certaines populations pourront être sélectionnées, l’évolvabilité y est plus importante.
De plus, certaines espèces, peu sensibles à la pression de sélection de température, seront touchées indirectement car leurs ressources peuvent subir une sélection thermodépendante importante (par exemple un déséquilibre des interactions proies-prédateurs de type herbivorie). Cependant, les recherches et modèles actuels ne permettent pas de prévoir avec certitude l’avenir des communautés et populations sous des températures plus chaudes.